# Ali Ahamada
Ali Ahamada (Martigues, 19 augustus 1991) is een Comorees doelman die uitkomt voor het Turkse Kayserispor. Hij haalde elf caps voor Frankrijk -21, maar komt sinds 2016 uit voor de Comoren.

## Clubcarrière
Ahamada speelde tussen zijn 8e en 17e negen jaar lang bij Martigues. In 2009 verruilde hij de club uit zijn geboortestad voor Toulouse. Hij maakte zijn Ligue 1 debuut op 20 februari 2011 tegen Stade Rennais als invaller voor de geblesseerde Marc Vidal. Nadat eerste doelman Yohann Pelé langdurig uitviel door een longembolie moesten Vidal en Ahamada uitmaken wie zijn plek zou overnemen. Gedurende het seizoen 2010-2011 kwam Ahamada tot negen competitiewedstrijden. Het seizoen erna werd hij eerste doelman en speelde hij 38 competitiewedstrijden. In de eerste 19 wedstrijden van het seizoen hield hij 10 clean sheets. Op 22 september 2012 scoorde hij met een kopbaldoelpunt in de extra tijd de gelijkmaker in een thuiswedstrijd tegen Stade Rennais (2-2). Hij maakte in januari 2016 de overstap naar Kayserispor. Volgens gegevens van Opta Sports was Ahamada met 54 reddingen en een reddingspercentage van 76,5% de beste buitenlandse keeper in het Süper Lig seizoen 2015-16 op dit aspect.

## Statistieken
| Seizoen | Club        | Land      | Competitie | Wed. | Doelp. |
| ------- | ----------- | --------- | ---------- | ---- | ------ |
| 2010/11 | Toulouse FC | Frankrijk | Ligue 1    | 9    | 0      |
| 2011/12 | Toulouse FC | Frankrijk | Ligue 1    | 38   | 0      |
| 2012/13 | Toulouse FC | Frankrijk | Ligue 1    | 36   | 1      |
| 2013/14 | Toulouse FC | Frankrijk | Ligue 1    | 21   | 0      |
| 2014/15 | Toulouse FC | Frankrijk | Ligue 1    | 24   | 0      |
| 2015/16 | Toulouse FC | Frankrijk | Ligue 1    | 6    | 0      |
| 2015/16 | Kayserispor | Turkije   | Süper Lig  | 13   | 0      |
| 2016/17 | Kayserispor | Turkije   | Süper Lig  | 18   | 0      |
| 2017/18 | Kayserispor | Turkije   | Süper Lig  | 0    | 0      |
| Totaal  | Totaal      | Totaal    | Totaal     | 165  | 1      |

## Interlandcarrière
Ahamada was onder coach Erick Mombaerts eerste keus in doel bij Frankrijk -21. In totaal speelde hij elf wedstrijden voor Jong Frankrijk. Onder bondscoach Amir Abdou maakte hij op 24 maart 2016 zijn debuut voor de Comoren.